# Pietra di Trani
La pietra di Trani è una roccia carbonatica estratta in Puglia in area murgiana, da cave situate nei pressi della città di Trani che le dà il nome.
Chimicamente è composta da carbonato di calcio (CaCO3) dolomitizzato; è costituita da un insieme di peloidi micritici leggermente torbidi, cementati da micrite e microsparite più limpida; è rappresentata da una facies di piattaforma e scogliera  di età cretacica. I cristalli sono euedrali romboedrici e sono dispersi nella compagine rocciosa.
Questa pietra non è stata usata solo per costruzioni e opere d'arte locali come la Cattedrale di Trani: ad esempio, è stata impiegata per il monumento, di Cesare Bazzani, innalzato per celebrare la Vittoria della prima guerra mondiale nel Piazzale della Vittoria della città di Forlì, o per la Casa del Fascio (Como).

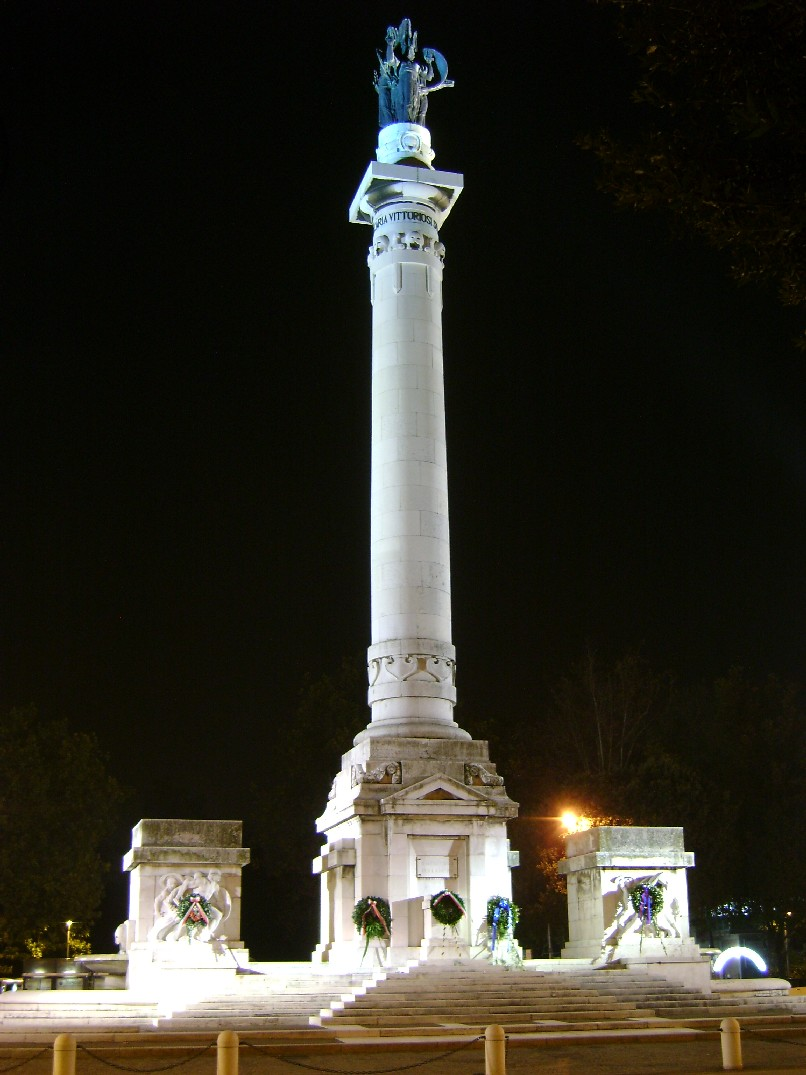
Vista notturna del monumento ai caduti di Forlì, opera di Cesare Bazzani, in pietra di Trani